# Герреро, Рита
Ри́та Герре́ро Уэ́рта (исп. Rita Guerrero Huerta; 22 мая 1964, Гвадалахара, Халиско, Мексика — 11 марта 2011, Мехико, Мексика) — мексиканская актриса и певица.

## Биография
С 1974 по 2006 год Рита снималась в кино, всего сыграла 12 ролей в фильмах и сериалах. Также была певицей.
Марисела умерла в 46-летнем возрасте 11 марта 2011 года в Мехико (Мексика) после продолжительной борьбы с раком молочной железы.

## Память
В 2018 году на 33-м Гвадалахарском международном кинофестивале был показан фильм Rita, el documental, художественный фильм, рассказывающий о жизни актрисы. Картина снималась при поддержке Мексиканского института кинематографии (IMCINE) и Университетского центра киноискусств (CUEC).

## Фильмография
- Полная фильмография Риты Гурреро на imdb